# Центральское сельское поселение (Кемеровская область)
Центра́льское се́льское поселе́ние — муниципальное образование в Тисульском районе Кемеровской области. 
Административный центр — посёлок Центральный.

## История
Центральское сельское поселение образовано 17 декабря 2004 года в соответствии с Законом Кемеровской области № 104-ОЗ.
Упразднено с 15 ноября 2020 года в связи с преобразованием Тисульского района в муниципальный округ.

## Население
| 2010 | 2011 | 2012 | 2013 | 2014 | 2015 | 2016 | 2017 | 2018 |
| ---- | ---- | ---- | ---- | ---- | ---- | ---- | ---- | ---- |
| 445  | ↘443 | ↘439 | ↘420 | ↘400 | ↘381 | ↘369 | ↘359 | ↘343 |
| 2019 | 2020 |      |      |      |      |      |      |      |
| ↘335 | ↘333 |      |      |      |      |      |      |      |

## Состав сельского поселения
| № | Населённый пункт | Тип населённого пункта          | Население |
| - | ---------------- | ------------------------------- | --------- |
| 1 | Центральный      | посёлок, административный центр | ↘333      |